# Valentin Țigău
Valentin Țigău (n. 1952, la Bacău) este un jurnalist, publicist și comentator la Radio România Internațional. A absolvit Facultatea de Filologie a Universității din București în 1980. A urmat doctoratul în jurnalism și științele comunicării la Universitatea din Chișinău (R.Moldova), 2005. Corespondent special al Radio România în R.Moldova (1996-2005).
Sub pseudonimul Tudor Cireș, publică, în perioada 2005-2014, numeroase articole și în cotidianul Jurnalul Național, Jurnalul de bucătărie, Jurnalul de călătorie precum și în alte suplimente cu tematică de turism, culturală, de sănătate etc.
Publică articole de turism în publicațiile Tarom „Insight” și „Sky Lady”.
Scrie articole de turism pe paginile de web www.Vacantierul.ro, www.Presadeturism.ro, www.Travelsfera.wordpress.com etc.
Membru al Asociației Jurnaliștilor și Scriitorilor de Turism din România (din 2012 este vice-presedinte al organziatiei).
Membru al Uniunii Ziaristilor Profesionisti din România. 
Membru al Asociației Jurnaliștilor din Republica Moldova.